# Friedrich Köhnlein
Friedrich Köhnlein, noto anche come Fritz Köhnlein (Norimberga, 12 dicembre 1879 – Dipart. della Somme, 5 luglio 1916), è stato uno scacchista e compositore di scacchi tedesco.
Studiò matematica e fisica al Politecnico di Monaco. Dal 1907 è stato insegnante nelle scuole medie di Pirmasens, poi dal 1911 nelle scuole superiori di Norimberga. All'inizio della prima guerra mondiale Köhnlein fu arruolato e inviato sul fronte francese, dove fu dato per disperso il 1º luglio 1916. Dopo una lunga ricerca si dimostrò che Köhnlein doveva essere morto nella battaglia della Somme il 5 luglio 1916.
Principali risultati di torneo:
- 1904:   2° nel torneo quadrangolare di Monaco (vinse Rudolf Spielmann);
- 1906:   5° nel torneo di Norimberga (vinse Savielly Tartakower);
- 1907:   vince il torneo di Monaco;
- 1908:   vince a Düsseldorf il torneo "Hauptturnier A"[1] del 16º Congresso DSB;[2]
in questo torneo con 14 partecipanti Köhnlein perdette solo una partita[3], contro il 16enne Alexander Alekhine;[4]
- 1910:   11°-14° ad Amburgo (vinse Carl Schlechter).

## Un problema d'esempio
|   | a | b | c | d | e | f | g | h |   |
| 8 | f8 donna del bianco · b7 torre del bianco · e6 pedone del nero · c5 pedone del nero · e5 pedone del nero · g5 pedone del nero · c4 pedone del nero · e4 re del nero · g4 pedone del bianco · d3 pedone del nero · h3 pedone del bianco · d2 pedone del bianco · h2 pedone del bianco · d1 re del bianco | f8 donna del bianco · b7 torre del bianco · e6 pedone del nero · c5 pedone del nero · e5 pedone del nero · g5 pedone del nero · c4 pedone del nero · e4 re del nero · g4 pedone del bianco · d3 pedone del nero · h3 pedone del bianco · d2 pedone del bianco · h2 pedone del bianco · d1 re del bianco | f8 donna del bianco · b7 torre del bianco · e6 pedone del nero · c5 pedone del nero · e5 pedone del nero · g5 pedone del nero · c4 pedone del nero · e4 re del nero · g4 pedone del bianco · d3 pedone del nero · h3 pedone del bianco · d2 pedone del bianco · h2 pedone del bianco · d1 re del bianco | f8 donna del bianco · b7 torre del bianco · e6 pedone del nero · c5 pedone del nero · e5 pedone del nero · g5 pedone del nero · c4 pedone del nero · e4 re del nero · g4 pedone del bianco · d3 pedone del nero · h3 pedone del bianco · d2 pedone del bianco · h2 pedone del bianco · d1 re del bianco | f8 donna del bianco · b7 torre del bianco · e6 pedone del nero · c5 pedone del nero · e5 pedone del nero · g5 pedone del nero · c4 pedone del nero · e4 re del nero · g4 pedone del bianco · d3 pedone del nero · h3 pedone del bianco · d2 pedone del bianco · h2 pedone del bianco · d1 re del bianco | f8 donna del bianco · b7 torre del bianco · e6 pedone del nero · c5 pedone del nero · e5 pedone del nero · g5 pedone del nero · c4 pedone del nero · e4 re del nero · g4 pedone del bianco · d3 pedone del nero · h3 pedone del bianco · d2 pedone del bianco · h2 pedone del bianco · d1 re del bianco | f8 donna del bianco · b7 torre del bianco · e6 pedone del nero · c5 pedone del nero · e5 pedone del nero · g5 pedone del nero · c4 pedone del nero · e4 re del nero · g4 pedone del bianco · d3 pedone del nero · h3 pedone del bianco · d2 pedone del bianco · h2 pedone del bianco · d1 re del bianco | f8 donna del bianco · b7 torre del bianco · e6 pedone del nero · c5 pedone del nero · e5 pedone del nero · g5 pedone del nero · c4 pedone del nero · e4 re del nero · g4 pedone del bianco · d3 pedone del nero · h3 pedone del bianco · d2 pedone del bianco · h2 pedone del bianco · d1 re del bianco | 8 |
| 7 | f8 donna del bianco · b7 torre del bianco · e6 pedone del nero · c5 pedone del nero · e5 pedone del nero · g5 pedone del nero · c4 pedone del nero · e4 re del nero · g4 pedone del bianco · d3 pedone del nero · h3 pedone del bianco · d2 pedone del bianco · h2 pedone del bianco · d1 re del bianco | f8 donna del bianco · b7 torre del bianco · e6 pedone del nero · c5 pedone del nero · e5 pedone del nero · g5 pedone del nero · c4 pedone del nero · e4 re del nero · g4 pedone del bianco · d3 pedone del nero · h3 pedone del bianco · d2 pedone del bianco · h2 pedone del bianco · d1 re del bianco | f8 donna del bianco · b7 torre del bianco · e6 pedone del nero · c5 pedone del nero · e5 pedone del nero · g5 pedone del nero · c4 pedone del nero · e4 re del nero · g4 pedone del bianco · d3 pedone del nero · h3 pedone del bianco · d2 pedone del bianco · h2 pedone del bianco · d1 re del bianco | f8 donna del bianco · b7 torre del bianco · e6 pedone del nero · c5 pedone del nero · e5 pedone del nero · g5 pedone del nero · c4 pedone del nero · e4 re del nero · g4 pedone del bianco · d3 pedone del nero · h3 pedone del bianco · d2 pedone del bianco · h2 pedone del bianco · d1 re del bianco | f8 donna del bianco · b7 torre del bianco · e6 pedone del nero · c5 pedone del nero · e5 pedone del nero · g5 pedone del nero · c4 pedone del nero · e4 re del nero · g4 pedone del bianco · d3 pedone del nero · h3 pedone del bianco · d2 pedone del bianco · h2 pedone del bianco · d1 re del bianco | f8 donna del bianco · b7 torre del bianco · e6 pedone del nero · c5 pedone del nero · e5 pedone del nero · g5 pedone del nero · c4 pedone del nero · e4 re del nero · g4 pedone del bianco · d3 pedone del nero · h3 pedone del bianco · d2 pedone del bianco · h2 pedone del bianco · d1 re del bianco | f8 donna del bianco · b7 torre del bianco · e6 pedone del nero · c5 pedone del nero · e5 pedone del nero · g5 pedone del nero · c4 pedone del nero · e4 re del nero · g4 pedone del bianco · d3 pedone del nero · h3 pedone del bianco · d2 pedone del bianco · h2 pedone del bianco · d1 re del bianco | f8 donna del bianco · b7 torre del bianco · e6 pedone del nero · c5 pedone del nero · e5 pedone del nero · g5 pedone del nero · c4 pedone del nero · e4 re del nero · g4 pedone del bianco · d3 pedone del nero · h3 pedone del bianco · d2 pedone del bianco · h2 pedone del bianco · d1 re del bianco | 7 |
| 6 | f8 donna del bianco · b7 torre del bianco · e6 pedone del nero · c5 pedone del nero · e5 pedone del nero · g5 pedone del nero · c4 pedone del nero · e4 re del nero · g4 pedone del bianco · d3 pedone del nero · h3 pedone del bianco · d2 pedone del bianco · h2 pedone del bianco · d1 re del bianco | f8 donna del bianco · b7 torre del bianco · e6 pedone del nero · c5 pedone del nero · e5 pedone del nero · g5 pedone del nero · c4 pedone del nero · e4 re del nero · g4 pedone del bianco · d3 pedone del nero · h3 pedone del bianco · d2 pedone del bianco · h2 pedone del bianco · d1 re del bianco | f8 donna del bianco · b7 torre del bianco · e6 pedone del nero · c5 pedone del nero · e5 pedone del nero · g5 pedone del nero · c4 pedone del nero · e4 re del nero · g4 pedone del bianco · d3 pedone del nero · h3 pedone del bianco · d2 pedone del bianco · h2 pedone del bianco · d1 re del bianco | f8 donna del bianco · b7 torre del bianco · e6 pedone del nero · c5 pedone del nero · e5 pedone del nero · g5 pedone del nero · c4 pedone del nero · e4 re del nero · g4 pedone del bianco · d3 pedone del nero · h3 pedone del bianco · d2 pedone del bianco · h2 pedone del bianco · d1 re del bianco | f8 donna del bianco · b7 torre del bianco · e6 pedone del nero · c5 pedone del nero · e5 pedone del nero · g5 pedone del nero · c4 pedone del nero · e4 re del nero · g4 pedone del bianco · d3 pedone del nero · h3 pedone del bianco · d2 pedone del bianco · h2 pedone del bianco · d1 re del bianco | f8 donna del bianco · b7 torre del bianco · e6 pedone del nero · c5 pedone del nero · e5 pedone del nero · g5 pedone del nero · c4 pedone del nero · e4 re del nero · g4 pedone del bianco · d3 pedone del nero · h3 pedone del bianco · d2 pedone del bianco · h2 pedone del bianco · d1 re del bianco | f8 donna del bianco · b7 torre del bianco · e6 pedone del nero · c5 pedone del nero · e5 pedone del nero · g5 pedone del nero · c4 pedone del nero · e4 re del nero · g4 pedone del bianco · d3 pedone del nero · h3 pedone del bianco · d2 pedone del bianco · h2 pedone del bianco · d1 re del bianco | f8 donna del bianco · b7 torre del bianco · e6 pedone del nero · c5 pedone del nero · e5 pedone del nero · g5 pedone del nero · c4 pedone del nero · e4 re del nero · g4 pedone del bianco · d3 pedone del nero · h3 pedone del bianco · d2 pedone del bianco · h2 pedone del bianco · d1 re del bianco | 6 |
| 5 | f8 donna del bianco · b7 torre del bianco · e6 pedone del nero · c5 pedone del nero · e5 pedone del nero · g5 pedone del nero · c4 pedone del nero · e4 re del nero · g4 pedone del bianco · d3 pedone del nero · h3 pedone del bianco · d2 pedone del bianco · h2 pedone del bianco · d1 re del bianco | f8 donna del bianco · b7 torre del bianco · e6 pedone del nero · c5 pedone del nero · e5 pedone del nero · g5 pedone del nero · c4 pedone del nero · e4 re del nero · g4 pedone del bianco · d3 pedone del nero · h3 pedone del bianco · d2 pedone del bianco · h2 pedone del bianco · d1 re del bianco | f8 donna del bianco · b7 torre del bianco · e6 pedone del nero · c5 pedone del nero · e5 pedone del nero · g5 pedone del nero · c4 pedone del nero · e4 re del nero · g4 pedone del bianco · d3 pedone del nero · h3 pedone del bianco · d2 pedone del bianco · h2 pedone del bianco · d1 re del bianco | f8 donna del bianco · b7 torre del bianco · e6 pedone del nero · c5 pedone del nero · e5 pedone del nero · g5 pedone del nero · c4 pedone del nero · e4 re del nero · g4 pedone del bianco · d3 pedone del nero · h3 pedone del bianco · d2 pedone del bianco · h2 pedone del bianco · d1 re del bianco | f8 donna del bianco · b7 torre del bianco · e6 pedone del nero · c5 pedone del nero · e5 pedone del nero · g5 pedone del nero · c4 pedone del nero · e4 re del nero · g4 pedone del bianco · d3 pedone del nero · h3 pedone del bianco · d2 pedone del bianco · h2 pedone del bianco · d1 re del bianco | f8 donna del bianco · b7 torre del bianco · e6 pedone del nero · c5 pedone del nero · e5 pedone del nero · g5 pedone del nero · c4 pedone del nero · e4 re del nero · g4 pedone del bianco · d3 pedone del nero · h3 pedone del bianco · d2 pedone del bianco · h2 pedone del bianco · d1 re del bianco | f8 donna del bianco · b7 torre del bianco · e6 pedone del nero · c5 pedone del nero · e5 pedone del nero · g5 pedone del nero · c4 pedone del nero · e4 re del nero · g4 pedone del bianco · d3 pedone del nero · h3 pedone del bianco · d2 pedone del bianco · h2 pedone del bianco · d1 re del bianco | f8 donna del bianco · b7 torre del bianco · e6 pedone del nero · c5 pedone del nero · e5 pedone del nero · g5 pedone del nero · c4 pedone del nero · e4 re del nero · g4 pedone del bianco · d3 pedone del nero · h3 pedone del bianco · d2 pedone del bianco · h2 pedone del bianco · d1 re del bianco | 5 |
| 4 | f8 donna del bianco · b7 torre del bianco · e6 pedone del nero · c5 pedone del nero · e5 pedone del nero · g5 pedone del nero · c4 pedone del nero · e4 re del nero · g4 pedone del bianco · d3 pedone del nero · h3 pedone del bianco · d2 pedone del bianco · h2 pedone del bianco · d1 re del bianco | f8 donna del bianco · b7 torre del bianco · e6 pedone del nero · c5 pedone del nero · e5 pedone del nero · g5 pedone del nero · c4 pedone del nero · e4 re del nero · g4 pedone del bianco · d3 pedone del nero · h3 pedone del bianco · d2 pedone del bianco · h2 pedone del bianco · d1 re del bianco | f8 donna del bianco · b7 torre del bianco · e6 pedone del nero · c5 pedone del nero · e5 pedone del nero · g5 pedone del nero · c4 pedone del nero · e4 re del nero · g4 pedone del bianco · d3 pedone del nero · h3 pedone del bianco · d2 pedone del bianco · h2 pedone del bianco · d1 re del bianco | f8 donna del bianco · b7 torre del bianco · e6 pedone del nero · c5 pedone del nero · e5 pedone del nero · g5 pedone del nero · c4 pedone del nero · e4 re del nero · g4 pedone del bianco · d3 pedone del nero · h3 pedone del bianco · d2 pedone del bianco · h2 pedone del bianco · d1 re del bianco | f8 donna del bianco · b7 torre del bianco · e6 pedone del nero · c5 pedone del nero · e5 pedone del nero · g5 pedone del nero · c4 pedone del nero · e4 re del nero · g4 pedone del bianco · d3 pedone del nero · h3 pedone del bianco · d2 pedone del bianco · h2 pedone del bianco · d1 re del bianco | f8 donna del bianco · b7 torre del bianco · e6 pedone del nero · c5 pedone del nero · e5 pedone del nero · g5 pedone del nero · c4 pedone del nero · e4 re del nero · g4 pedone del bianco · d3 pedone del nero · h3 pedone del bianco · d2 pedone del bianco · h2 pedone del bianco · d1 re del bianco | f8 donna del bianco · b7 torre del bianco · e6 pedone del nero · c5 pedone del nero · e5 pedone del nero · g5 pedone del nero · c4 pedone del nero · e4 re del nero · g4 pedone del bianco · d3 pedone del nero · h3 pedone del bianco · d2 pedone del bianco · h2 pedone del bianco · d1 re del bianco | f8 donna del bianco · b7 torre del bianco · e6 pedone del nero · c5 pedone del nero · e5 pedone del nero · g5 pedone del nero · c4 pedone del nero · e4 re del nero · g4 pedone del bianco · d3 pedone del nero · h3 pedone del bianco · d2 pedone del bianco · h2 pedone del bianco · d1 re del bianco | 4 |
| 3 | f8 donna del bianco · b7 torre del bianco · e6 pedone del nero · c5 pedone del nero · e5 pedone del nero · g5 pedone del nero · c4 pedone del nero · e4 re del nero · g4 pedone del bianco · d3 pedone del nero · h3 pedone del bianco · d2 pedone del bianco · h2 pedone del bianco · d1 re del bianco | f8 donna del bianco · b7 torre del bianco · e6 pedone del nero · c5 pedone del nero · e5 pedone del nero · g5 pedone del nero · c4 pedone del nero · e4 re del nero · g4 pedone del bianco · d3 pedone del nero · h3 pedone del bianco · d2 pedone del bianco · h2 pedone del bianco · d1 re del bianco | f8 donna del bianco · b7 torre del bianco · e6 pedone del nero · c5 pedone del nero · e5 pedone del nero · g5 pedone del nero · c4 pedone del nero · e4 re del nero · g4 pedone del bianco · d3 pedone del nero · h3 pedone del bianco · d2 pedone del bianco · h2 pedone del bianco · d1 re del bianco | f8 donna del bianco · b7 torre del bianco · e6 pedone del nero · c5 pedone del nero · e5 pedone del nero · g5 pedone del nero · c4 pedone del nero · e4 re del nero · g4 pedone del bianco · d3 pedone del nero · h3 pedone del bianco · d2 pedone del bianco · h2 pedone del bianco · d1 re del bianco | f8 donna del bianco · b7 torre del bianco · e6 pedone del nero · c5 pedone del nero · e5 pedone del nero · g5 pedone del nero · c4 pedone del nero · e4 re del nero · g4 pedone del bianco · d3 pedone del nero · h3 pedone del bianco · d2 pedone del bianco · h2 pedone del bianco · d1 re del bianco | f8 donna del bianco · b7 torre del bianco · e6 pedone del nero · c5 pedone del nero · e5 pedone del nero · g5 pedone del nero · c4 pedone del nero · e4 re del nero · g4 pedone del bianco · d3 pedone del nero · h3 pedone del bianco · d2 pedone del bianco · h2 pedone del bianco · d1 re del bianco | f8 donna del bianco · b7 torre del bianco · e6 pedone del nero · c5 pedone del nero · e5 pedone del nero · g5 pedone del nero · c4 pedone del nero · e4 re del nero · g4 pedone del bianco · d3 pedone del nero · h3 pedone del bianco · d2 pedone del bianco · h2 pedone del bianco · d1 re del bianco | f8 donna del bianco · b7 torre del bianco · e6 pedone del nero · c5 pedone del nero · e5 pedone del nero · g5 pedone del nero · c4 pedone del nero · e4 re del nero · g4 pedone del bianco · d3 pedone del nero · h3 pedone del bianco · d2 pedone del bianco · h2 pedone del bianco · d1 re del bianco | 3 |
| 2 | f8 donna del bianco · b7 torre del bianco · e6 pedone del nero · c5 pedone del nero · e5 pedone del nero · g5 pedone del nero · c4 pedone del nero · e4 re del nero · g4 pedone del bianco · d3 pedone del nero · h3 pedone del bianco · d2 pedone del bianco · h2 pedone del bianco · d1 re del bianco | f8 donna del bianco · b7 torre del bianco · e6 pedone del nero · c5 pedone del nero · e5 pedone del nero · g5 pedone del nero · c4 pedone del nero · e4 re del nero · g4 pedone del bianco · d3 pedone del nero · h3 pedone del bianco · d2 pedone del bianco · h2 pedone del bianco · d1 re del bianco | f8 donna del bianco · b7 torre del bianco · e6 pedone del nero · c5 pedone del nero · e5 pedone del nero · g5 pedone del nero · c4 pedone del nero · e4 re del nero · g4 pedone del bianco · d3 pedone del nero · h3 pedone del bianco · d2 pedone del bianco · h2 pedone del bianco · d1 re del bianco | f8 donna del bianco · b7 torre del bianco · e6 pedone del nero · c5 pedone del nero · e5 pedone del nero · g5 pedone del nero · c4 pedone del nero · e4 re del nero · g4 pedone del bianco · d3 pedone del nero · h3 pedone del bianco · d2 pedone del bianco · h2 pedone del bianco · d1 re del bianco | f8 donna del bianco · b7 torre del bianco · e6 pedone del nero · c5 pedone del nero · e5 pedone del nero · g5 pedone del nero · c4 pedone del nero · e4 re del nero · g4 pedone del bianco · d3 pedone del nero · h3 pedone del bianco · d2 pedone del bianco · h2 pedone del bianco · d1 re del bianco | f8 donna del bianco · b7 torre del bianco · e6 pedone del nero · c5 pedone del nero · e5 pedone del nero · g5 pedone del nero · c4 pedone del nero · e4 re del nero · g4 pedone del bianco · d3 pedone del nero · h3 pedone del bianco · d2 pedone del bianco · h2 pedone del bianco · d1 re del bianco | f8 donna del bianco · b7 torre del bianco · e6 pedone del nero · c5 pedone del nero · e5 pedone del nero · g5 pedone del nero · c4 pedone del nero · e4 re del nero · g4 pedone del bianco · d3 pedone del nero · h3 pedone del bianco · d2 pedone del bianco · h2 pedone del bianco · d1 re del bianco | f8 donna del bianco · b7 torre del bianco · e6 pedone del nero · c5 pedone del nero · e5 pedone del nero · g5 pedone del nero · c4 pedone del nero · e4 re del nero · g4 pedone del bianco · d3 pedone del nero · h3 pedone del bianco · d2 pedone del bianco · h2 pedone del bianco · d1 re del bianco | 2 |
| 1 | f8 donna del bianco · b7 torre del bianco · e6 pedone del nero · c5 pedone del nero · e5 pedone del nero · g5 pedone del nero · c4 pedone del nero · e4 re del nero · g4 pedone del bianco · d3 pedone del nero · h3 pedone del bianco · d2 pedone del bianco · h2 pedone del bianco · d1 re del bianco | f8 donna del bianco · b7 torre del bianco · e6 pedone del nero · c5 pedone del nero · e5 pedone del nero · g5 pedone del nero · c4 pedone del nero · e4 re del nero · g4 pedone del bianco · d3 pedone del nero · h3 pedone del bianco · d2 pedone del bianco · h2 pedone del bianco · d1 re del bianco | f8 donna del bianco · b7 torre del bianco · e6 pedone del nero · c5 pedone del nero · e5 pedone del nero · g5 pedone del nero · c4 pedone del nero · e4 re del nero · g4 pedone del bianco · d3 pedone del nero · h3 pedone del bianco · d2 pedone del bianco · h2 pedone del bianco · d1 re del bianco | f8 donna del bianco · b7 torre del bianco · e6 pedone del nero · c5 pedone del nero · e5 pedone del nero · g5 pedone del nero · c4 pedone del nero · e4 re del nero · g4 pedone del bianco · d3 pedone del nero · h3 pedone del bianco · d2 pedone del bianco · h2 pedone del bianco · d1 re del bianco | f8 donna del bianco · b7 torre del bianco · e6 pedone del nero · c5 pedone del nero · e5 pedone del nero · g5 pedone del nero · c4 pedone del nero · e4 re del nero · g4 pedone del bianco · d3 pedone del nero · h3 pedone del bianco · d2 pedone del bianco · h2 pedone del bianco · d1 re del bianco | f8 donna del bianco · b7 torre del bianco · e6 pedone del nero · c5 pedone del nero · e5 pedone del nero · g5 pedone del nero · c4 pedone del nero · e4 re del nero · g4 pedone del bianco · d3 pedone del nero · h3 pedone del bianco · d2 pedone del bianco · h2 pedone del bianco · d1 re del bianco | f8 donna del bianco · b7 torre del bianco · e6 pedone del nero · c5 pedone del nero · e5 pedone del nero · g5 pedone del nero · c4 pedone del nero · e4 re del nero · g4 pedone del bianco · d3 pedone del nero · h3 pedone del bianco · d2 pedone del bianco · h2 pedone del bianco · d1 re del bianco | f8 donna del bianco · b7 torre del bianco · e6 pedone del nero · c5 pedone del nero · e5 pedone del nero · g5 pedone del nero · c4 pedone del nero · e4 re del nero · g4 pedone del bianco · d3 pedone del nero · h3 pedone del bianco · d2 pedone del bianco · h2 pedone del bianco · d1 re del bianco | 1 |
|   | a | b | c | d | e | f | g | h |   |